# Villafranca (Navarra)
Villafranca (baskisch Alesbes) ist ein Ort und eine Gemeinde (municipio) mit 3.077 Einwohnern (Stand: 2024) in der autonomen Gemeinschaft Navarra im Norden von Spanien.

## Lage und Klima
Villafranca liegt auf einer Anhöhe am Río Aragón, der die nördliche und westliche Gemeindegrenze bildet, in ca. 290 m Höhe und ist ca. 75 km (Fahrtstrecke) in südsüdwestlicher Richtung von der Regionalhauptstadt Pamplona entfernt. Das Klima ist gemäßigt bis warm; Regen (ca. 475 mm/Jahr) fällt übers Jahr verteilt.

## Bevölkerungsentwicklung
| Jahr      | 1970 | 1981 | 1991 | 2001 | 2011 | 2021 |
| Einwohner | 2810 | 2433 | 2583 | 2618 | 2973 | 2907 |

## Sehenswürdigkeiten

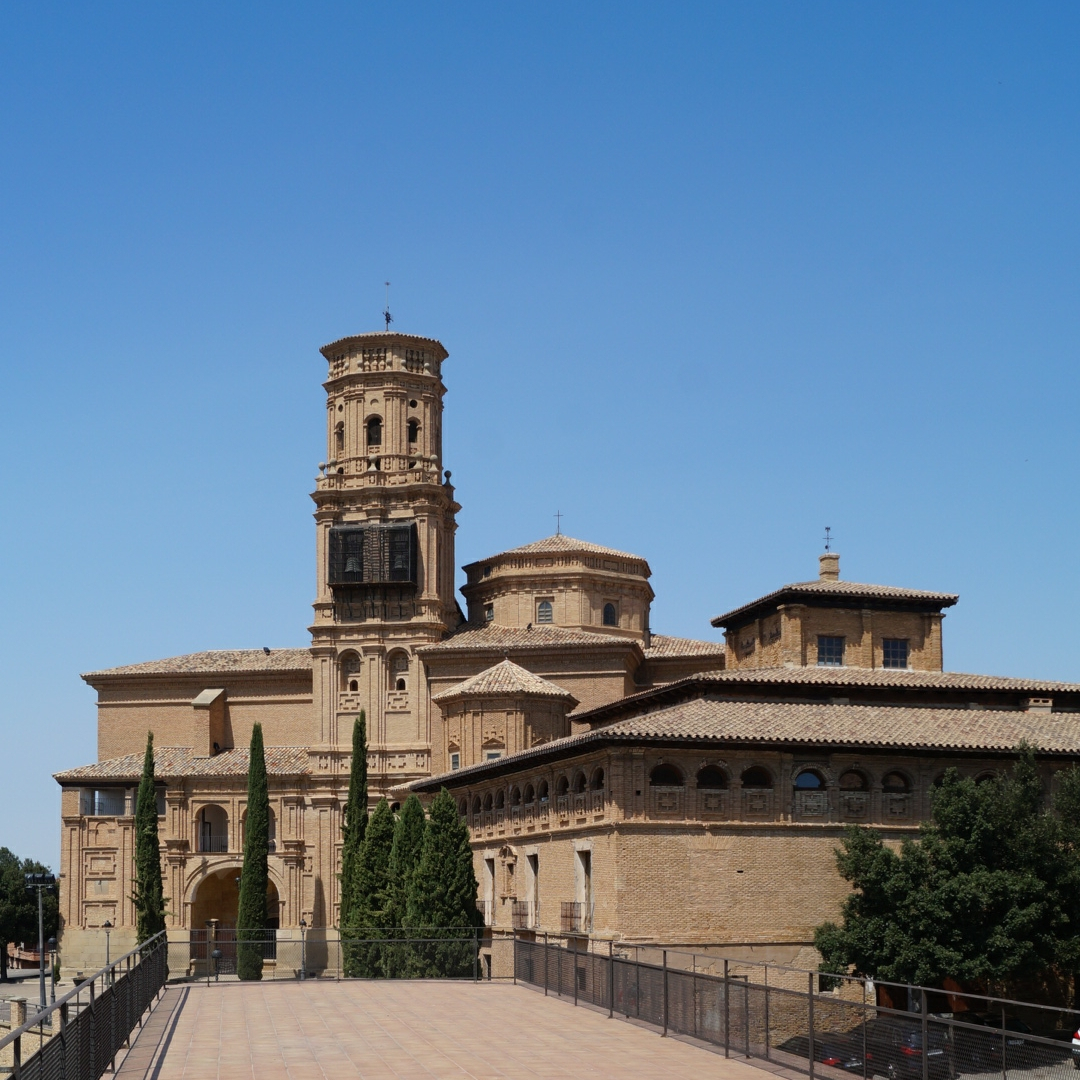
Euphemienkirche
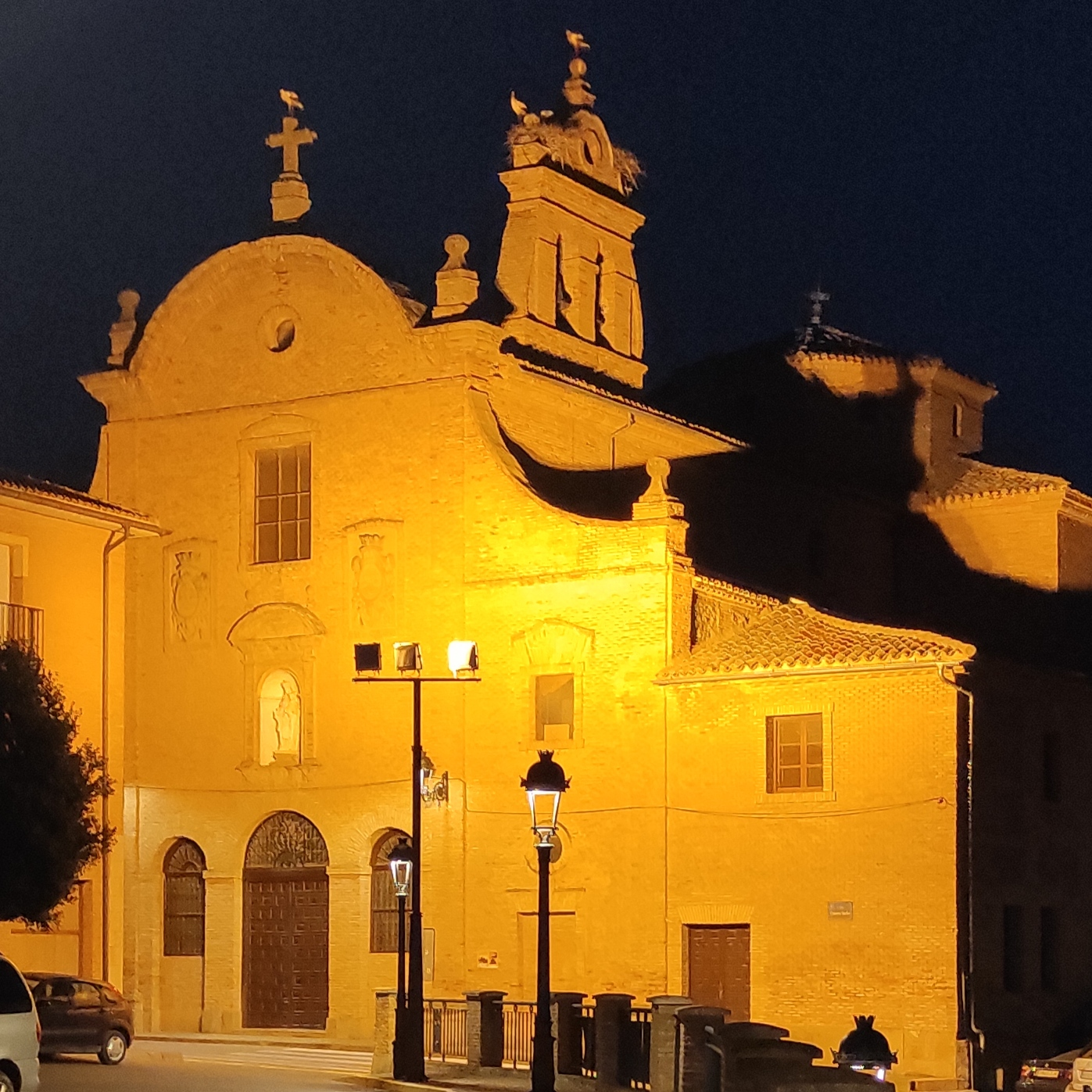
Konvent Unser lieben Frau (Convento de Nuestra Señora del Carmen)
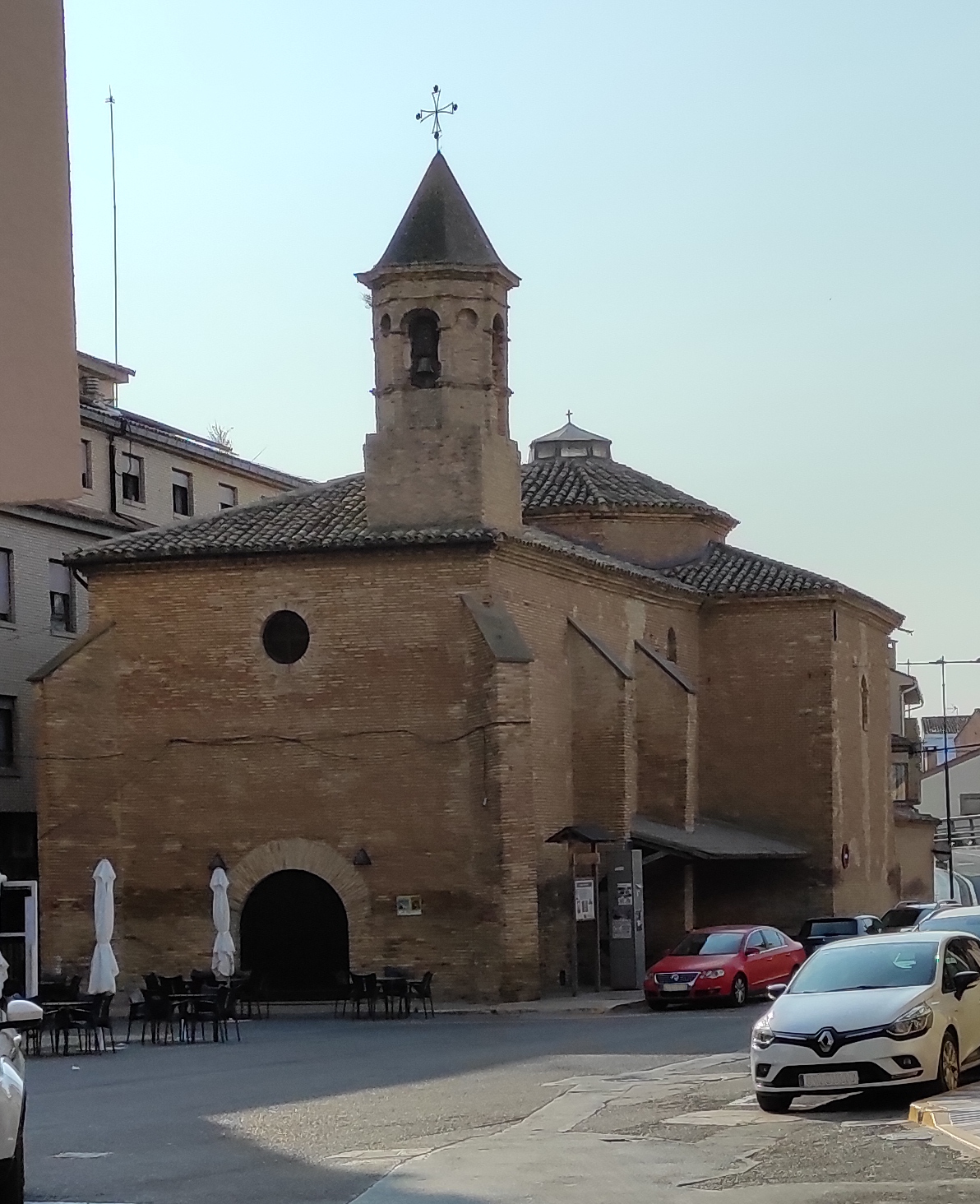
Marienkirche
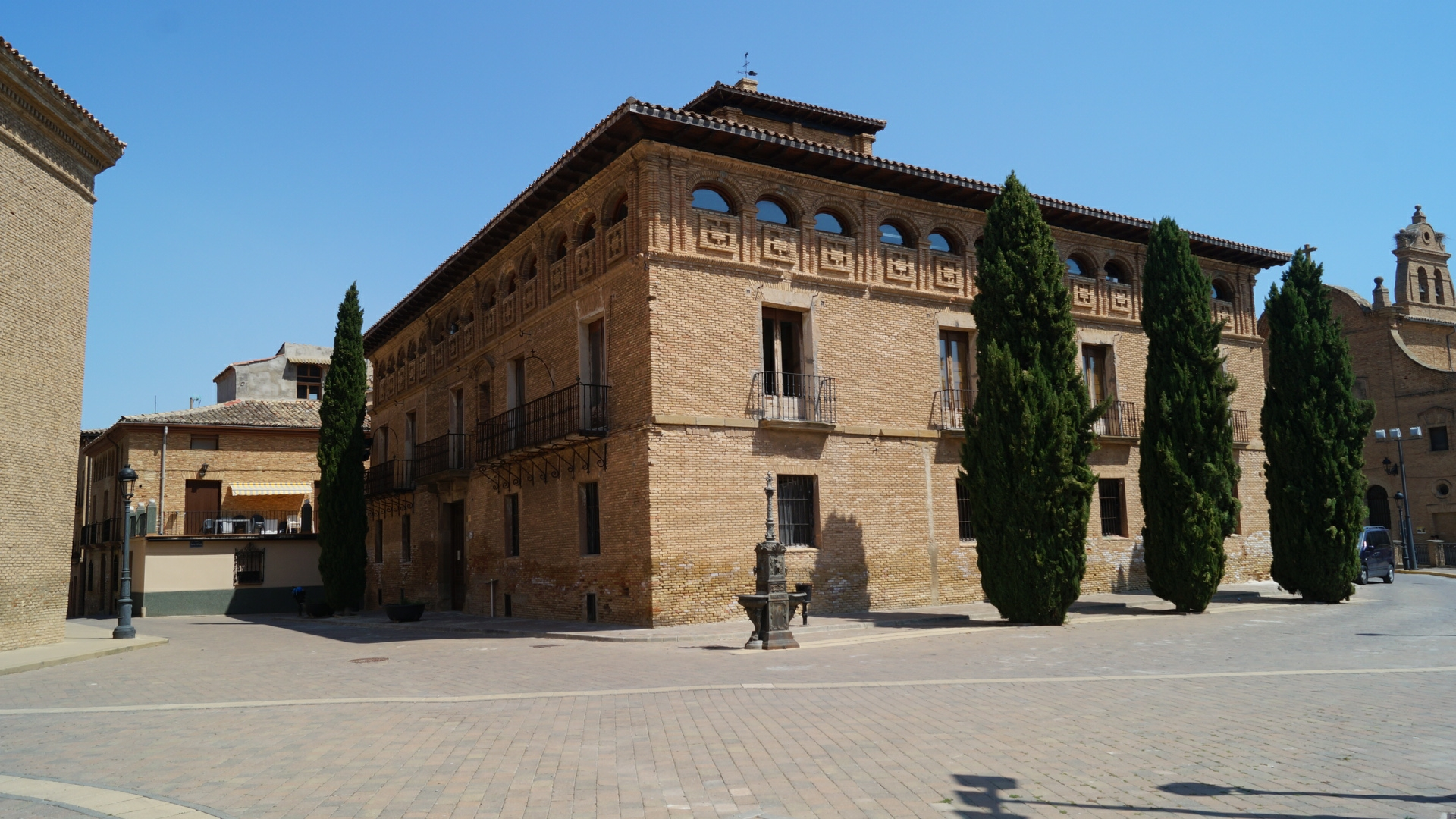
Herrenhaus der Familie Bobadilla
- Peterskapelle
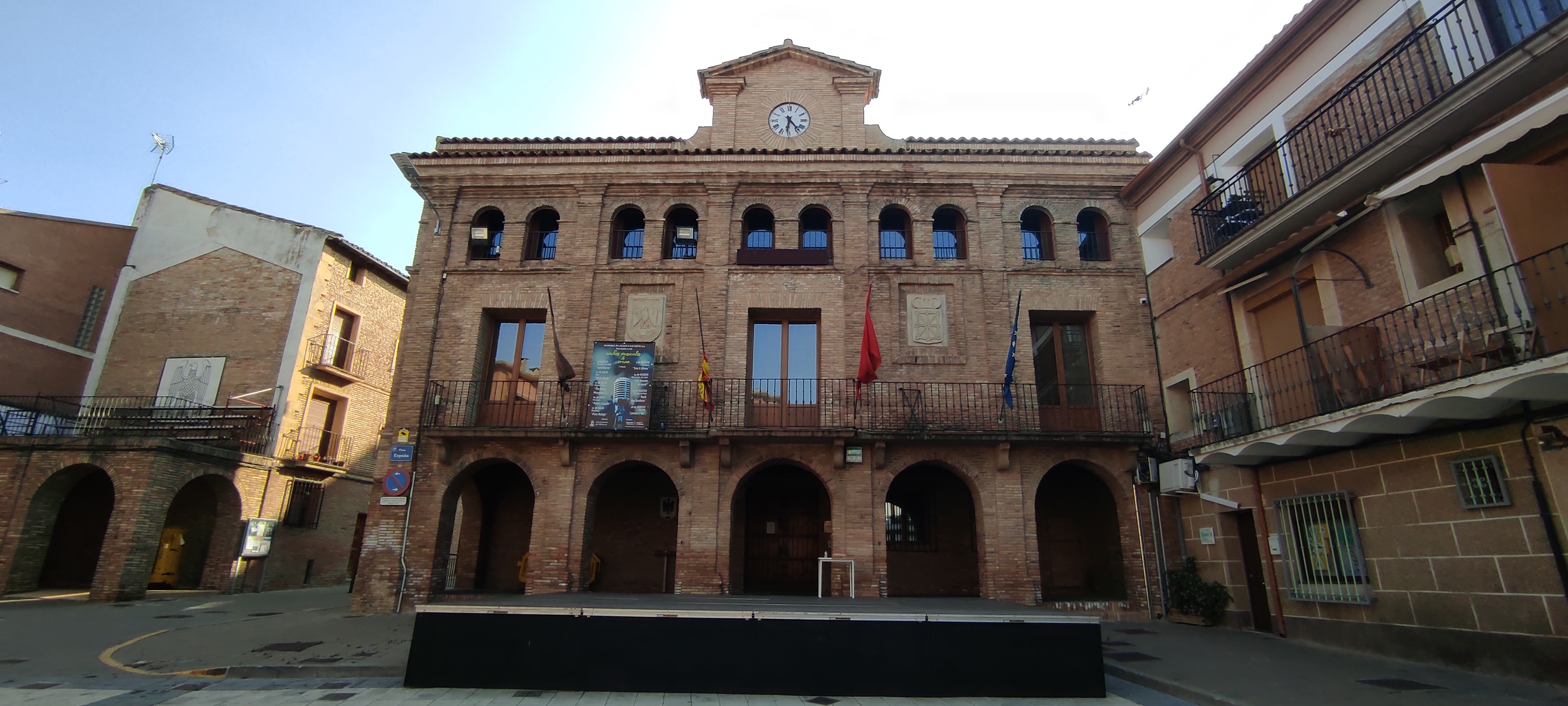
Rathaus

- Euphemienkirche
- Konvent Unser Lieben Frau
- Marienkirche
- Herrenhaus der Familie Bobadilla
- Rathaus

## Persönlichkeiten
- Julia Álvarez Resano (1903–1948), Anwältin und Politikerin
- Serafín García Muñoz (* 1936), Fußballtrainer
- Jesús Glaría (1942–1978), Fußballspieler